# ウクライナ民族会議 ― ウクライナ人民の自己防衛
ウクライナ国民会議 ― ウクライナ人民自衛隊（ウクライナ語: Українська Національна Асамблея-Українська Народна Самооборона、УНА-УНСО、Ukrainian National Assembly – Ukrainian People's Self-Defence、UNA-UNSO）は、ウクライナの極右組織。
ウクライナ民族会議（ウクライナ語: УНА、UNA）は組織の政治部門だったが、2014年5月22日に右派セクターと合併するも、UNA-UNSOは引き続き独立して運営されている。アンドレアス・ウムランドによると、UNA-UNSOは、1991年に「国家非常事態委員会に立ち向かうためにソビエト軍に従軍したUNAメンバーによって」創設された。